# Gummibär
A Gummibär (további nevei: Gumimaci, Gummy Bear) egy karakter, illetve zenei projekt, amelyet Christian Schneider zenész hozott létre 2006-ban.  A Gumimaci főleg az Itt van a gumimaci (I'm a Gummy Bear) című daláról ismert. A dalt legelőször Magyarországon jelentették meg, ahol nyolc hónapig tartózkodott a slágerlistán, illetve a YouTube-on is népszerű. Az oldalon 3,2 milliárd megtekintéssel rendelkezik a dal, ezzel a legnépszerűbb YouTube-videók közé tartozik.
A Gumimaci népszerűségét leginkább a Crazy Froghoz hasonlították, jellegzetességei pedig a szöveg ismétlése és a fülbemászó dallamok. A dalt több nyelven is kiadták szerte a világon.
2012-ben készült egy film Gummibär: The Yummy Gummy Search for Santa címmel, amely Gummibär legelső filmje. 2016-ban egy animációs sorozat is indult a YouTube-on, Gummibär and Friends címmel.

## Diszkográfia
- I Am Your Gummy Bear (2007)
- La La Love to Dance (2010)
- Party Pop (2015)
- The Gummy Bear Show Season One Soundtrack (2017)
- The Gummy Bear Album (2019)
- Gummy Bear Album 2020 (2020)